# Driotura vittata
Driotura vittata är en insektsart som beskrevs av Ball 1903. Driotura vittata ingår i släktet Driotura och familjen dvärgstritar. Utöver nominatformen finns också underarten D. v. nigra.